# Talniederung im Barnstorfer Wald
Die Talniederung im Barnstorfer Wald ist ein Naturschutzgebiet in der niedersächsischen Stadt Wolfsburg.
Das Naturschutzgebiet mit dem Kennzeichen NSG BR 077 ist circa 34 Hektar groß. Es steht seit dem 2. April 1987 unter Naturschutz. Zuständige untere Naturschutzbehörde ist die Stadt Wolfsburg.
Das Naturschutzgebiet liegt südöstlich vom Stadtgebiet Wolfsburg am Südrand des Barnstorfer Waldes. Es stellt einen Teil eines schmalen Talraums eines Bachlaufs unter Schutz. Im Talraum sind Bruchwälder, Röhrichte, Seggenrieder, Hochstaudenfluren und Feuchtwiesen zu finden.